# Lifan
Lifan (kinesisk: 力帆, pinyin: Lì fān) er en producent af lastbiler, biler og motorcykler. Selskabet har hovedkvarter i Chongqing i Folkerepublikken Kina. Selskabet blev Grundlagt i 1992 af Yin Mingshan.

## Produkter
- Tre lastbiler produceret af Lifan.
- Personbilen Lifan 520.
- Lifan LF150-14

| Stub | Spire Denne bilrelaterede artikel er en spire som bør udbygges. Du er velkommen til at hjælpe Wikipedia ved at udvide den. |

- Wikimedia Commons har flere filer relateret til Lifan